# Мечеть Бейбарса
Мечеть Бейбарса, Байба́рс-Джамі́ (крим. Baybars Cami) — колишня мечеть, розташована у Старому Криму Феодосійського району Автономної Республіки Крим. Дослідники вважають її найдавнішою мечеттю Криму.

## Історія
Дослідники припускають, що мечеть звели у 1287—1288 рр. Кошти на її будівництво (2000 динарів) за десять років до того виділив султан Єгипту Бейбарс, оскільки хотів відзначити місце свого народження.
У книзі Олекси Гайворонського «Країна Крим. Нариси про пам'ятки історії Кримського ханату» сказано, що археологічні розкопки 1980-х років, зокрема, знайдені ординські монети XIV століття свідчать про те, що мечеть зведено наприкінці XIV століття, найімовірніше, за правління хана Тохтамиша.
До наших днів збереглися лише фрагменти мечеті Бейбарса (фундамент і нижні стіни). Прямокутна у плані, вона має параметри 20x15 метрів. Матеріал — місцевий бут. На думку Петра Кеппена, стіни мечеті Бейбарса «було вкрито мармуром, а верх — порфіром». Історик Маркевич Арсеній Іванович відзначив конструктивні особливості споруди: «ці руїни, що привертають увагу висотою зведень і масивністю стін із контрфорсами, ще довго можуть триматися». В кінці XVIII століття ще зберігався нині втрачений мінарет.
Втім, існує думка, що пов'язувати якусь зі давньокримських мечетей із іменем одного з чотирьох султанів мамлюкської династії Бахрі немає підстав.